# Piracy Funds Terrorism
Piracy Funds Terrorism Volume 1 (określany w skrócie jako Piracy Funds Terrorism) – mixtape wyprodukowany przez brytyjską artystkę M.I.A. i amerykańskiego DJ Diplo z wykorzystaniem wokalnych utworów przeznaczonych na debiutancki album M.I.A. Arular. Mixtape został wyprodukowany w domowym studiu Diplo w Filadelfii. Nigdy nie został oficjalnie wydany, jednak był promowany przez M.I.A. oraz za pośrednictwem Internetu do promowania debiutanckiego krążka Arular.

## Spis utworów
Pierwszy nakład „Piracy Funds Terrorism” zawierał błędne utwory, które zostały ponownie ustalone dla drugiego tłoczenia.
| #  | Title                                             | Time |
| -- | ------------------------------------------------- | ---- |
| 1  | „Galangaton” (Diplo Mix)                          | 2:02 |
| 2  | „Galang” (featuring Lil' Vicious)                 | 2:57 |
| 3  | LL Cool J/Cavemen – „Two Bit Rhythm” (M.I.A. Mix) | 2:39 |
| 4  | „Fire Bam” (Diplo Mix)                            | 2:40 |
| 5  | „Fire Fire”                                       | 3:33 |
| 6  | M.I.A./Missy – „One for the Head Skit”            | 1:37 |
| 7  | „Amazon” (Diplo Mix)                              | 3:32 |
| 8  | The Clipse – „Definition of a Roller”             | 3:14 |
| 9  | „M.I.A./Cutty Ranks”                              | 3:23 |
| 10 | „M.I.A.”                                          | 3:10 |
| 11 | „You're Good” (Diplo Mix)                         | 3:04 |
| 12 | „Pop”                                             | 2:35 |
| 13 | „Sunshowers” (Diplo Mix)                          | 3:00 |
| 14 | „Baile Funk One”                                  | 2:15 |
| 15 | „Bucky Done Gun”                                  | 2:45 |
| 16 | „Baile Funk Two”                                  | 1:44 |
| 17 | „China Girl” (Diplo Mix)                          | 2:08 |
| 18 | „Baile Funk Three”                                | 1:24 |
| 19 | „Lady Killer” (Diplo Mix)                         | 3:22 |
| 20 | „U.R.A.Q.T.” (Diplo Mix)                          | 2:45 |
| 21 | „Bingo” (Diplo Mix)                               | 3:19 |